# Zachowanie polityczne
Zachowanie polityczne jest to reakcja ludzi (jednostek, grup społecznych) na bodźce
wywodzące się ze zjawisk politycznych i procesów politycznych.

## Rodzaje zachowań politycznych
- zachowania czynne –  podmiot podejmuje działania praktykowane przez innych;
- zachowania bierne – podmiot świadomie lub nieświadomie powstrzymuje się od pewnych czynności;
- zachowania kontrolowane – podmiot podejmuje działania zgodnie z zaplanowanymi etapami i sposobami osiągania celów politycznych
- zachowania niekontrolowane – podmiot podejmuje działania, będące wynikiem reakcji emocjonalnych, bezwarunkowych, minimalnych, nierefleksyjnych;
- zachowania racjonalne – podmiot podejmuje świadome i celowe czynności, przynoszące korzyści w danych warunkach politycznych
- zachowania indywidualne – wyrażają się w czynnościach podejmowanych przez jednostkę (podmiot-jednostka);
- zachowania zbiorowe – wyrażają się w czynnościach podejmowanych przez zbiorowości, grupy ludzi (podmiot-zbiorowość, grupa).

Szczególną formą zachowania politycznego są działania polityczne rozumiane jako: celowe, racjonalne, kontrolowane i dowolne (świadomy i samodzielny wybór miejsca, czasu i sposobu postępowania).

## Czynniki mające wpływ na zachowania polityczne
- cele oraz środki do ich realizacji
- świadomość polityczna (jeden z najważniejszych czynników)
- psychika oraz osobowość podmiotu
- wpływ środowiska (często środowisko występuje jako determinanta zachowań politycznych)
- czynniki sytuacyjne
- system wzorców zachowań utrwalonych i upowszechnionych w tradycji i kulturze politycznej, przyjęty podczas procesu socjalizacji system wartości – bardzo silna determinanta bowiem wykształcone wzorce wynikają z akceptowanych norm moralnych i norm politycznych.

## Zachowania polityczne przejawiają się  poprzez
- publiczne manifestowanie poparcia dla przywódcy
- polemiki kandydatów na parlamentarzystów
- powstrzymanie się od korzystania  z prawa głosu w wyborach powszechnych
- wywieranie bezpośredniego lub pośredniego wpływu na środki decyzji politycznych
- uczestnictwo w strajku
- korzystanie z biernego prawa wyborczego-kandydowanie na urząd publiczny
- upowszechnianie informacji politycznych w środkach masowego przekazu

## Zachowania polityczne w państwach demokratycznych
W państwie demokratycznym najbardziej cenione są zachowania polityczne oparte na aktywnym, świadomym i odpowiedzialnym udziale obywateli w życiu politycznym (łączone z działalnością w grupach i stowarzyszeniach, szczególnie lokalnych), zachowania o charakterze konsensualnym i konformistycznym, które charakterystyczne są dla społeczeństwa obywatelskiego.

## Socjologia polityki
Często przy badaniu kultury politycznej danego społeczeństwa i postępowaniu ludzi w działaniach politycznych bazuje się na wzorcach zachowań politycznych, jako sposobach postępowania, utrwalonych już w świadomości politycznej ludzi w odniesieniu do polityki i systemu politycznego.
Zachowania polityczne bada między innymi dziedzina zwana socjologią polityki. Jest to nauka zajmująca się społecznymi uwarunkowaniami sprawowania władzy politycznej. Socjologia polityki wychodzi od społeczeństwa i bada jak ono wpływa na państwo. Systematyczny rozwój socjologii polityki rozpoczął się w latach trzydziestych dwudziestego wieku (chociaż jej problemy były przedmiotem zainteresowań już takich uczonych jak Alexis de Tocqueville, Karol Marks, Max Weber.